# Dawid (Ninow)
Dawid, imię świeckie Janko Ninow (ur. 27 lipca 1972 w Skopju) – macedoński biskup prawosławny.

## Życiorys
Ukończył teologię na państwowym Uniwersytecie Arystotelesa w Salonikach. Absolwent studiów w zakresie filologii klasycznej na uniwersytecie w Skopju. Przed wstąpieniem do monasteru był dziennikarzem i poetą. Opublikował kilka tomów wierszy i otrzymał nagrodę Studentski zbor za najlepszy debiut poetycki. Do klasztoru wstąpił w 1995. Rok później, będąc riasofornym posłusznikiem, został wyświęcony na diakona. W 1997 złożył wieczyste śluby mnisze i został wyświęcony na hieromnicha.
W styczniu 2004 przeszedł w jurysdykcję Prawosławnego Arcybiskupstwa Ochrydzkiego, opuszczając niekanoniczny Macedoński Kościół Prawosławny razem z metropolitą Wełesu i doliny Wardaru Janem i całym duchowieństwem podległej mu eparchii. Został wówczas – podobnie jak pozostali mnisi – zmuszony do opuszczenia dotychczasowego klasztoru.
29 czerwca 2006 został nominowany na biskupa stobijskiego, wikariusza arcybiskupstwa. Jego chirotonia biskupia odbyła się 17 czerwca 2007.
Od 2008 administruje ponadto eparchią Strumicy.
Jest sekretarzem Synodu Biskupów Arcybiskupstwa Ochrydzkiego, jego strony internetowej i oficjalnego pisma Sobornost.